# Eupithecia otiosa
Eupithecia otiosa là một loài bướm đêm trong họ Geometridae.